# Branca horitzontal
La branca horitzontal (RH, en anglès horizontal branch) és un estadi de l'evolució estel·lar que segueix immediatament al de branca de gegant vermella, en estrelles de massa similar a la del Sol. És, doncs, una de les fases tardanes de l'evolució estel·lar de les estrelles de massa intermèdia (0,5 MSol < M < 9-10 MSol) i baixa metal·licitat. Aquesta fase rep aquest nom perquè les estrelles apareixen distribuïdes de manera quasi horitzontal en un diagrama de color-magnitud en el qual el color utilitzat és V-R o B-V i la magnitud V; per tant, són estrelles de magnitud visual quasi constant, però amb colors que poden variar des del blanc fins al vermell. Les estrelles de la branca horitzontal més calentes solen trobar-se a poca distància de la seqüència principal, mentre que les més fredes es troben prop de la branca de les gegants vermelles. La magnitud visual absoluta de les estrelles de la branca horitzontal sol estar entre 0,0 i 1,0; per tant, la seva lluminositat és d'aproximadament 50 vegades la del Sol.
Aquest període en la fase d'una estrella es correspon amb la combustió d'heli en el seu nucli i va precedit per la fase de gegant vermella (en què es crema hidrogen en una capa al voltant del nucli inert d'heli).
Algunes estrelles de la branca horitzontal són variables RR Lyrae, que es caracteritzen per tenir un període proper a un dia. Aquestes estrelles s'usen per a mesurar la distància a objectes en la Via Làctia i en galàxies properes.
Un tipus d'estrelles relacionades són aquelles que pertanyen a l'anomenat agrupament vermell, que són les relativament més joves de població I (estrelles d'alta metal·licitat), equivalents a les de branca horitzontal de població II (estrelles de baixa metal·licitat).